# Pistis Sophia
La Pistis Sophia (en grec Πίστις Σοφία), és un evangeli apòcrif de contingut gnòstic descobert cap al 1750 per Anthony Askew dins d'un còdex (anomenat Codex Askewianus) escrit originàriament en grec cap al segle iii. El títol de Pistis Sophia és inconcret i es tradueix de vegades com a "Saviesa de Fe", o bé "Saviesa en la Fe", i també "Fe en la Saviesa".

## El text
El manuscrit és una traducció del grec al dialecte sahídic del copte. El text copte es pot datar al segle iv, i el títol original de l'obra devia ser "Els quatre rotlles (o llibres) del Salvador sobre la Fe Saviesa". L'obra té dues parts diferenciades. La primera comprèn els llibres I i II i la primera part del III és de data més antiga que el llibre IV i la segona part del III. Però en aquesta última part hi ha conceptes esotèrics que els experts consideren més arcaics. El manuscrit té 348 pàgines, de format quart, escrits a dues columnes i copiat cap als segles VII o VIII. De la col·lecció d'Askew el manuscrit va fer cap al Museu Britànic on va ser oblidat durant anys.

## Contingut
Tot el manuscrit és un diàleg entre Jesús ressuscitat i diversos deixebles: Maria Magdalena, Maria, la mare de Jesús, Marta de Betània i alguns apòstols, Joan, Tomàs, Andreu, Felip, Mateu i Pere. El text diu que Crist va restar a la terra 11 anys i que va ensenyar a aquests deixebles el sentit de l'activitat de la fe en la saviesa i el paper d'aquesta en els relats gnòstics, i descriu els rituals que celebra el Salvador.
La primera part parla de la Saviesa caiguda i del seu penediment, de forma paral·lela a com ho fa el valentinianisme. La segona part parla de l'alliberament de la Saviesa com a començament de l'alliberament dels esperits. Una tercera part parla de la Pistis Sophia aplicada als creients que ara estan esclavitzats per la falta de Saviesa i explica el camí de l'alliberament. La segona part del llibre III i el llibre IV van introduint progressivament al lector en el Pleroma o regne dels Eons (éssers eterns) celestials mitjançant la referència al sentit ocult dels noms secrets i dels rituals obscurs. L'obra és una iniciació quasi completa al gnosticisme.
El text conté també cites de cinc de les Odes de Salomó, un llibre apòcrif citat a l'Stichometria de Nicèfor. Aquestes Odes que es troben entre els capítols 58 i 71 només es coneixien per la Pistis Sophia fins que es va descobrir un text siríac quasi complet el 1909.